# Scarabeo d'oro
Scarabeo d'oro è il soprannome dato da Citroën a una serie di autoveicoli speciali (in francese Autochenille), derivati dalla Citroën B2 e caratterizzati dal particolare sistema di trasmissione del moto. Infatti si trattava di automobili provviste di pneumatici direzionali anteriori e di trazione a cingoli posteriori, in grado di fornire garanzia di trazione su qualsiasi terreno.
Questa serie di veicoli sperimentali è stata sviluppata intorno al 1925 con lo scopo di organizzare una spedizione a scopo promozionale attraverso il deserto del Sahara. Tale spedizione venne conosciuta come la Crociera nera.
Un veicolo di questa serie è stato poi utilizzato per una successiva spedizione, sponsorizzata dal National Geographic, attraverso la catena dell'Himalaya (la Crociera gialla 1931-1932) superando passi montani superiori ai 6000 m s.l.m. Per superare i passaggi più difficoltosi è stato necessario lo smontaggio dei veicoli e il loro trasporto a mezzo di animali.